# Ligne de Mannheim à Bâle
Ne pas confondre avec Rheinbahn (Baden), la ligne Mannheim - Karlsruhe via Hockenheim.
La ligne Mannheim – Bâle, également appelée Rheintalbahn, est une ligne de chemin de fer située principalement en Allemagne et reliant Mannheim à Bâle (Suisse), en passant par Karlsruhe et Fribourg-en-Brisgau. 
À Bâle, elle se termine à la gare badoise et est prolongée par la ligne d'interconnexion bâloise de 4,4 km vers la gare CFF.

## Histoire
Dates d'ouverture des différentes sections de la ligne:
- 12 septembre 1840: Mannheim Hbf - Heidelberg Hbf
- 10 avril 1843: Heidelberg Hbf - Karlsruhe Hbf
- 1er mai 1844: Karlsruhe Hbf - Rastatt
- 6 mai 1844: Rastatt - Baden-Oos
- 1er juin 1844: Baden-Oos - Offenbourg
- 1er août 1845: Offenbourg - Fribourg Hbf
- 1er juin 1847: Fribourg Hbf - Müllheim (Baden)
- 15 juin 1847: Müllheim - Schliengen
- 8 novembre 1848: Schliengen - Efringen
- 22 janvier 1851: Efringen - Haltingen
- 1855: Haltingen - Bâle

La ligne est en double-voie sur tout le parcours. Certaines sections entre Karlsruhe et Bâle ont été ou vont être doublées pour permettre une circulation des trains entre 200 et 250 km/h. La première section à avoir été mise en service, est la portion de 9 km entre Bühl et Achern en mars 1993.
Le neuf décembre 2012, le Tunnel du Katzenberg, tunnel de 9 385 m est ouvert à la circulation des trains grande vitesse sur une portion sud de la ligne.

## Les gares
- Gare centrale de Mannheim
- Gare centrale de Heidelberg
- Gare centrale de Karlsruhe
- Gare de Rastatt
- Gare de Baden-Baden
- Gare d'Offenbourg
- Gare centrale de Fribourg
- Gare de Müllheim
- Gare badoise de Bâle